# Allodonta collaris
Allodonta collaris är en fjärilsart som beskrevs av Swinhoe 1904. Allodonta collaris ingår i släktet Allodonta och familjen tandspinnare. Inga underarter finns listade i Catalogue of Life.